# Rolava
Rolava (niem. Rohlau) – rzeka w Czechach, dopływ Ohrzy. Jej długość wynosi 36,65 km, a powierzchnia zlewni 138 km².
Źródła Rolavy znajdują się w Rudawach, na zboczu góry Jeřábí vrch, na wysokości 920,8 m n.p.m., w pobliżu granicy z Niemcami. Uchodzi do Ohrzy w dzielnicy Rybáře Karlowych Warów, na wysokości 370,3 m n.p.m.